# Angelotto Fosco
Angelotto Fosco (Roma, 1410 - Roma, 12 de setembro de 1444) foi um cardeal do século XV.

## Biografia
Nasceu de uma família modesta. Seu sobrenome também está listado como Foschi; como Fusco; e como de Fuschis. Foi chamado de Cardeal de S. Marco. "... uomo di insigne letterature ...", foi Cânon da basílica patriarcal de Latrão, Roma. Camareiro do Papa Martinho V.
Eleito bispo de Anagni, 4 de fevereiro de 1418. Consagrado em 20 de novembro de 1418, Mântua, pelo Papa Martinho V. Abade commendatario do mosteiro de S. Maria della Gloria, Florença, 14 de fevereiro de 1418. Transferido para a sé de Cava, 22 de maio de 1426; tomou posse em 11 de julho de 1428. Era amigo do cardeal Gabriel Condulmer, futuro papa Eugênio IV.
Criado cardeal-presbítero no consistório de 19 de setembro de 1431 com o título de S. Marco. Legado papal no Concílio de Basileia e mais tarde no Concílio de Ferrara. Arcipreste da basílica patriarcal de Latrão em 1437. Camerlengo do Sagrado Colégio dos Cardeais para o ano de 1437. Ele é mencionado em Roma em 22 de janeiro de 1440 e 24 de outubro de 1441.
Morreu em Roma em 12 de setembro de 1444, assassinado enquanto dormia por Antonello della Rocca, filho de sua empregada doméstica, que ele havia criado em sua casa e que roubou 1.000.000 escudos. Sepultado na igreja de S. Maria sopra Minerva; em 1676, seus restos mortais foram transferidos para a basílica patriarcal de Latrão.